# 89e régiment d'infanterie (France)
Pour les articles homonymes, voir 89e régiment.
Le 89e régiment d'infanterie (89e RI) est un régiment d'infanterie de l'Armée de terre française, à double héritage, créé sous la Révolution à partir du régiment Royal-Suédois, un régiment d'infanterie allemand au service du royaume de France, et du 14e régiment d'infanterie légère créé à partir d'une grande partie de la garde nationale soldée de Paris.

## Création et différentes dénominations
Le 89e régiment d’infanterie a la particularité, comme tous les régiments d’infanterie portant un numéro entre le 76e et le 99e, d’être l’héritier des traditions de deux régiments : le 89e régiment  d'infanterie de ligne, et le 14e régiment d'infanterie légère.
- 1791 : Tous les régiments prennent un nom composé du nom de leur arme avec un numéro d’ordre donné selon leur ancienneté. le régiment Royal-Suédois devient le 89e régiment d'infanterie de ligne ci-devant Royal-Suédois.
- 3 décembre 1794 : amalgame créant la 89e demi-brigade de bataille. Elle est constituée par la réunion du 1er bataillon du 45e régiment d'infanterie, du 1er bataillon de volontaires de la Vendée et du 1er bataillon de volontaires de la Meurthe.
- 20 avril 1796 : organisation de la 89e demi-brigade de deuxième formation sous la dénomination de 89e demi-brigade de ligne.
- 1803 : départ de deux des 3 bataillons de la demi-brigade pour l'expédition de Saint-Domingue.
- 2 mai 1803 : incorporation du 3e bataillon resté en métropole au sein de la 84e demi-brigade.
- 30 août 1804 : les éléments de la 89e subsistants à Saint-Domingue sont intégrés dans le 84e régiment d'infanterie. Le numéro 89 disparaît de la liste des régiments français à partir de cette date.
- Conformément à un décret impérial du 24 octobre 1854 reclassant les régiments d'infanterie légère dans les troupes de l'infanterie de ligne en y prenant les numéros de 76 à 100, le 14e régiment d'infanterie légère devient le 89e régiment d'infanterie de ligne. Il est organisé à quatre bataillons le 24 avril 1855.
- 16 février 1871 : le 89e régiment d'infanterie de marche est constitué à Bordeaux.
- 1er août 1871 : fusion entre les deux régiments par laquelle le 89e régiment d'infanterie de marche est absorbé par le 89e de ligne en voie de reconstitution.
- 1882 : le corps prend la nouvelle dénomination de 89e régiment d'infanterie.
- 1924 : le régiment est dissous.
- 1939 : nouvelle recréation lors de la mobilisation générale.
- 1940 : dissolution définitive.

## Chefs de corps
- 1796 : Chef de brigade Sébastien Ruby (*)
- 1800 : Chef de brigade Jean-Baptiste Charnotet (*)
- 1804 : Chef de brigade Jean-Baptiste Bruny (*)

- 1804 à 1855 : le régiment n'existe plus.

- 11 août 1855-1er juillet 1858 : Colonel Guillaume-Marie-Anne-Louis O'Schée.
- 13 juillet 1858-24 février 1869 : Colonel comte Louis-François-Charles-Théodore Pelletier de Montmarie (*)
- 24 février 1869-15 mai 1871 : Colonel Gustave-Joseph Munier (**)
- 4 février 1871-1er août 1871 : Lieutenant-colonel Louis Lesur (chef de corps du  89e régiment d'infanterie de marche)
- 15 mai 1871-1er août 1871 : Colonel Louis-Fortuné-Alexandre Allard (*)
- 1er août 1871-14 décembre 1871 : Colonel Jules-Désiré Hecquet (assure la fusion des deux régiments)
- 14 décembre 1871-4 mai 1880 : Colonel Félix-Auguste Pichot-Duclos (*)
- 15 mai 1880-1er juin 1883 : Colonel Raoul-Napoléon-Philippe Leperche (mort étant chef de corps)
- 14 juin 1883-1er décembre 1883 : Colonel Baptiste Tramond (maintenu sous-directeur de l'infanterie au Ministère de la Guerre, ne compte que pour ordre au régiment où il n'est jamais paru) (**)
- 2 décembre 1883-30 novembre 1890 : Colonel Aristide-Michel-Florentin-Alexandre-Bonnet (**)
- 29 décembre 1890-27 mars 1895 : Colonel Ernest-Emmanuel Burlin (*)
- 27 mars 1895-25 mai 1898 : Colonel Pierre-Alfred Rousseau
- 1898-1903 : Colonel François-Louis-Alexandre De La Geneste (*)
- 1902-1907 : Colonel Amédée-Léopold Heumann
- 1907-12 mars 1909 : Colonel Armand-Marie Jardin (mort étant chef de corps)
- 1909-1913 : Colonel Jean-Baptiste-Albert Moussy (*)
- 8 novembre 1913-27 août 1914 : Colonel Charles-Philippe-Édouard Charton (évacué pour maladie le 27 août 1914, mis à la retraite d'office le 1er octobre suivant)
- 27 août-6 septembre 1914 : Chef de bataillon Jean-Marie-François Monhoven (par intérim) (évacué pour blessure)
- 6 septembre-20 septembre 1914 : Chef de bataillon Paul-Anatole Echard (par intérim) (*)
- 20 septembre 1914-3 décembre 1916 : Lieutenant-colonel Henry-Louis Levanier (**)
- 3 décembre-11 décembre 1916 : Chef de bataillon Girardet (par intérim)
- 11 décembre-12 décembre 1916 : Chef de bataillon Martin (par intérim)
- 12 décembre 1916-3 juin 1918 : Lieutenant-colonel Jules Mouveaux (*)
- 3-11 juin 1918 : Chef de bataillon Martin (par intérim)
- 11 juin 1918-29 décembre 1918 : Colonel Henri-Edouard Eggenspieler
- 5 avril 1919-19 novembre 1920 : Colonel Maurice-Charles-Alfred Henneton (mort étant chef de corps)
- 1939 : Lieutenant-Colonel Paul-Pierre-Fidèle Baudelle.

(*) Officier devenu par la suite général de brigade.

(**) Officier devenu par la suite général de division.

## Historique des garnisons, combats et batailles du89eRI

### Guerres de la Révolutionetde l'Empire

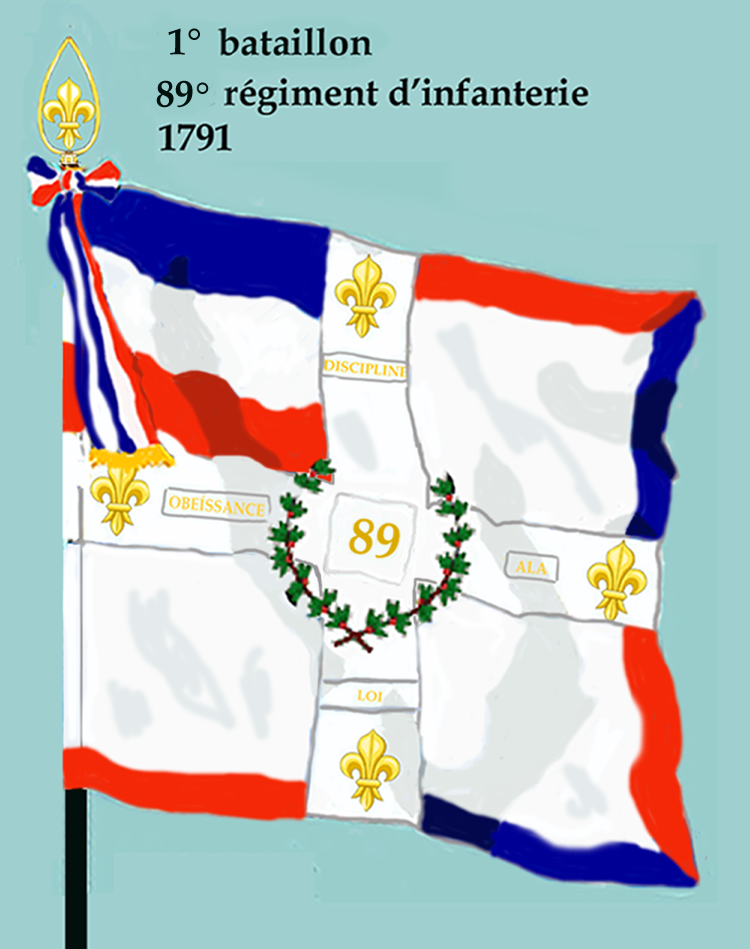
Drapeau du 1er bataillon du 89e régiment d'infanterie de ligne de 1791 à 1793
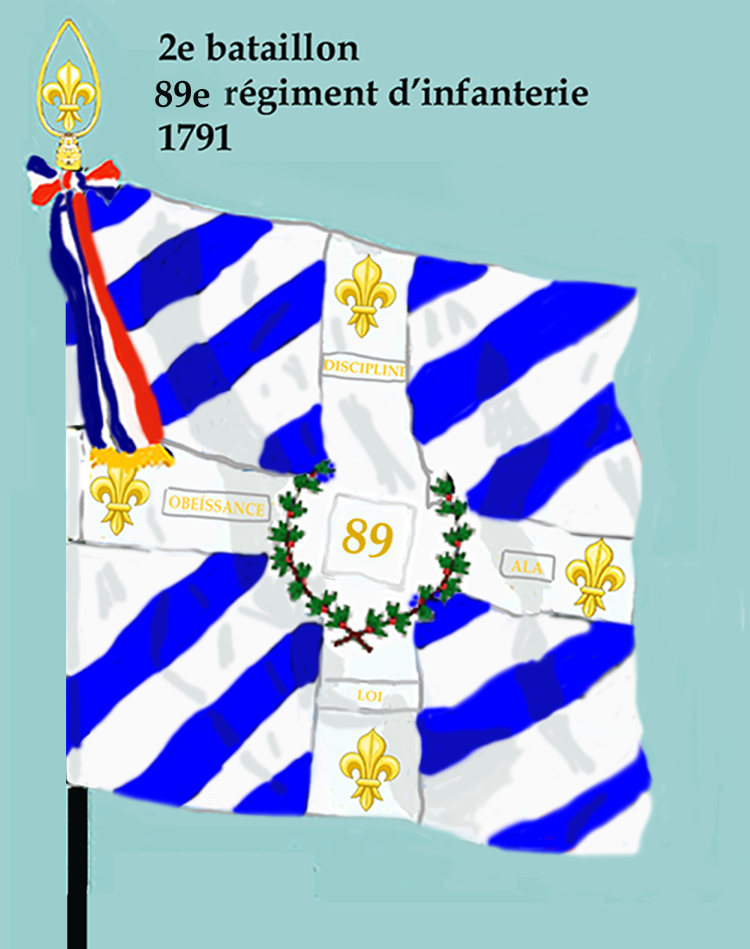
Drapeau du 2e bataillon du 89e régiment d'infanterie de ligne de 1791 à 1793
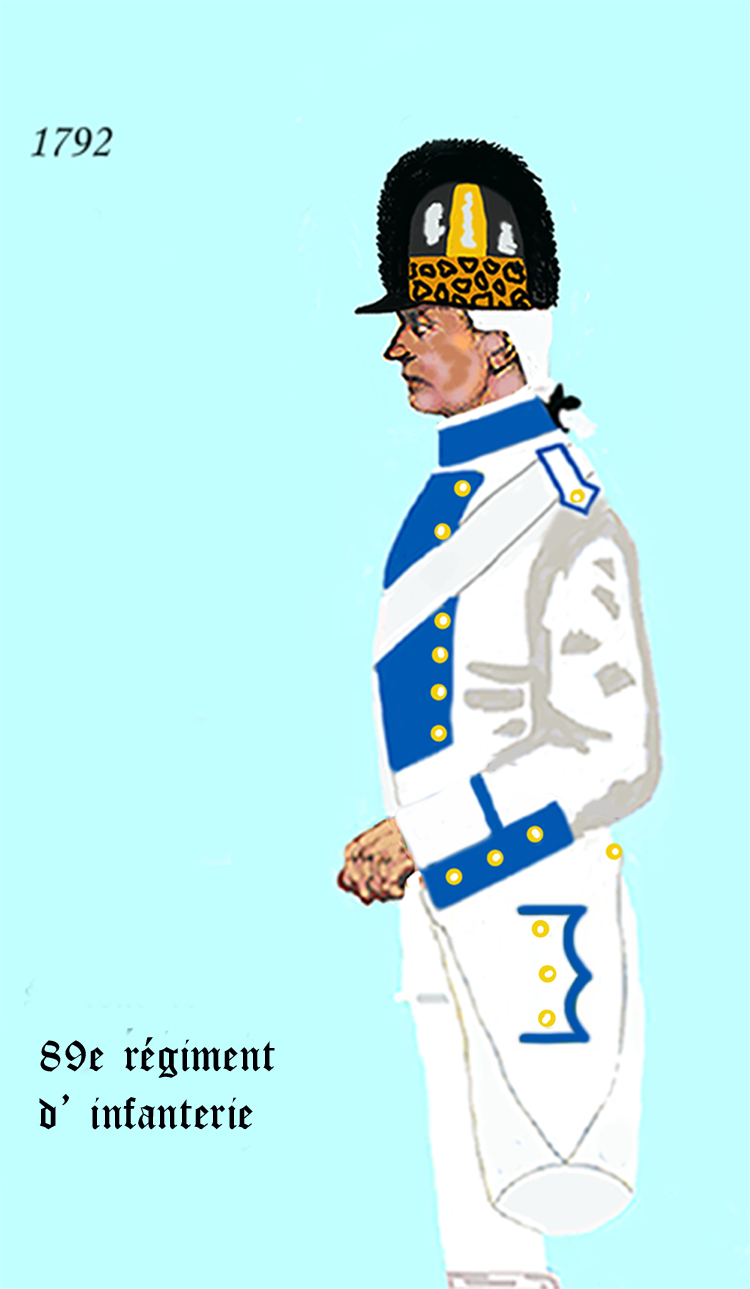
Uniforme du 89e régiment d'infanterie en 1792.

Le régiment est utilisé dans l'Armée de la Moselle, notamment dans l'expédition de Trèves. Il est incorporé en 1794 à l'Armée du Nord, avant de revenir dans l'Armée de Rhin-et-Moselle en 1796. En 1805 il participe à la bataille de Caldiero, en 1807-1809 à celle de Corfou. En 1810, les éléments survivants de la 89e demi-brigade revenue de Saint-Domingue sont incorporés dans les 26e, 66e et 82e régiments d'infanterie de ligne. Il seront utilisés lors de la Campagne d'Allemagne à la Bataille de Leipzig.

### 1815 à 1848
14e régiment d'infanterie légère
Le régiment est incorporé au 14e régiment d'infanterie légère, et participera notamment à la répression de l'Insurrection républicaine à Paris en juin 1832.

### Deuxième République
En décembre 1851, le 14e régiment d’infanterie légère participe à la répression de l’insurrection républicaine, soulevée par le coup d'État du 2 décembre 1851. Il affronte les insurgés aux Mées (Basses-Alpes), et recule.

### Second Empire
Le décret du 24 octobre 1854 réorganise les régiments d'infanterie légère les corps de l'armée française. À cet effet le 14e régiment d'infanterie légère prend le numéro 89 et devient le 89e régiment d'infanterie de ligne.
De 1854 à 1855, il participe à la campagne d'Italie à Rome.
En 1856, le 89e de ligne est affecté à la conquête de l'Algérie. Il fait partie de la division d'Oran,.
En 1859, le régiment participe à la campagne en Italie du Nord. Il est rattaché à la 1re division du 5e corps de l'Armée d'Italie.

### Guerres de 1870-1871
Au moment du déclenchement de la guerre franco-allemande de 1870, le 89e de ligne est en garnison à Antibes. Au 1er août 1870, le 89e régiment d'infanterie fait partie de l'Armée du Rhin. Avec le 53e régiment d'infanterie du colonel Japy, le 89e forme la 2e Brigade aux ordres du général de La Bastide. Cette 2e Brigade avec la 1re Brigade du général Guiomar, deux batteries de 4 et une de mitrailleuses, une compagnie du génie constituent la 2e Division d'Infanterie commandée par le général de division Liébert. Cette division d'infanterie évolue au sein du 7e Corps d'Armée ayant pour commandant en chef le général de division Douay.
Le 89e de ligne participe à la Bataille de Sedan le 1er septembre 1870. Il y perd 14 officiers tués et 18 blessés, ainsi que 937 sous-officiers et hommes du rang tués, blessés et disparus sur les 1937 présents sur les rangs. L'intégralité de l'effectif restant est fait prisonnier de guerre en vertu de la capitulation de Sedan signée le surlendemain 3 septembre.
Le 24 août 1870, le 4e bataillon du 89e de ligne, complétant deux autres bataillons, donne naissance à Paris au 26e régiment de marche. En octobre, des compagnies du 89e de ligne rejoignent le nouveau 39e de marche (renommé 139e de ligne).
Un nouveau régiment, le 89e régiment de marche est créé à Bordeaux. Il fait partie de l'armée de Versailles lors de la campagne de 1871 à l'intérieur,, et participe à la répression de la commune.
En août 1871, le 89e de marche fusionne avec le 89e de ligne. Le régiment est toujours en mai 1872 à l'Armée de Versailles, et son dépôt à Draguignan.

### 1873 à 1914
Lors de la réorganisation des corps d'armée de 1873, le 89e de ligne est affecté à la 19e brigade d'infanterie de la 10e division d'infanterie, en 5e région militaire, correspondant au 5e corps d'armée. En 1874, le régiment a son dépôt à Montargis mais est provisoirement au fort d'Aubervilliers
.

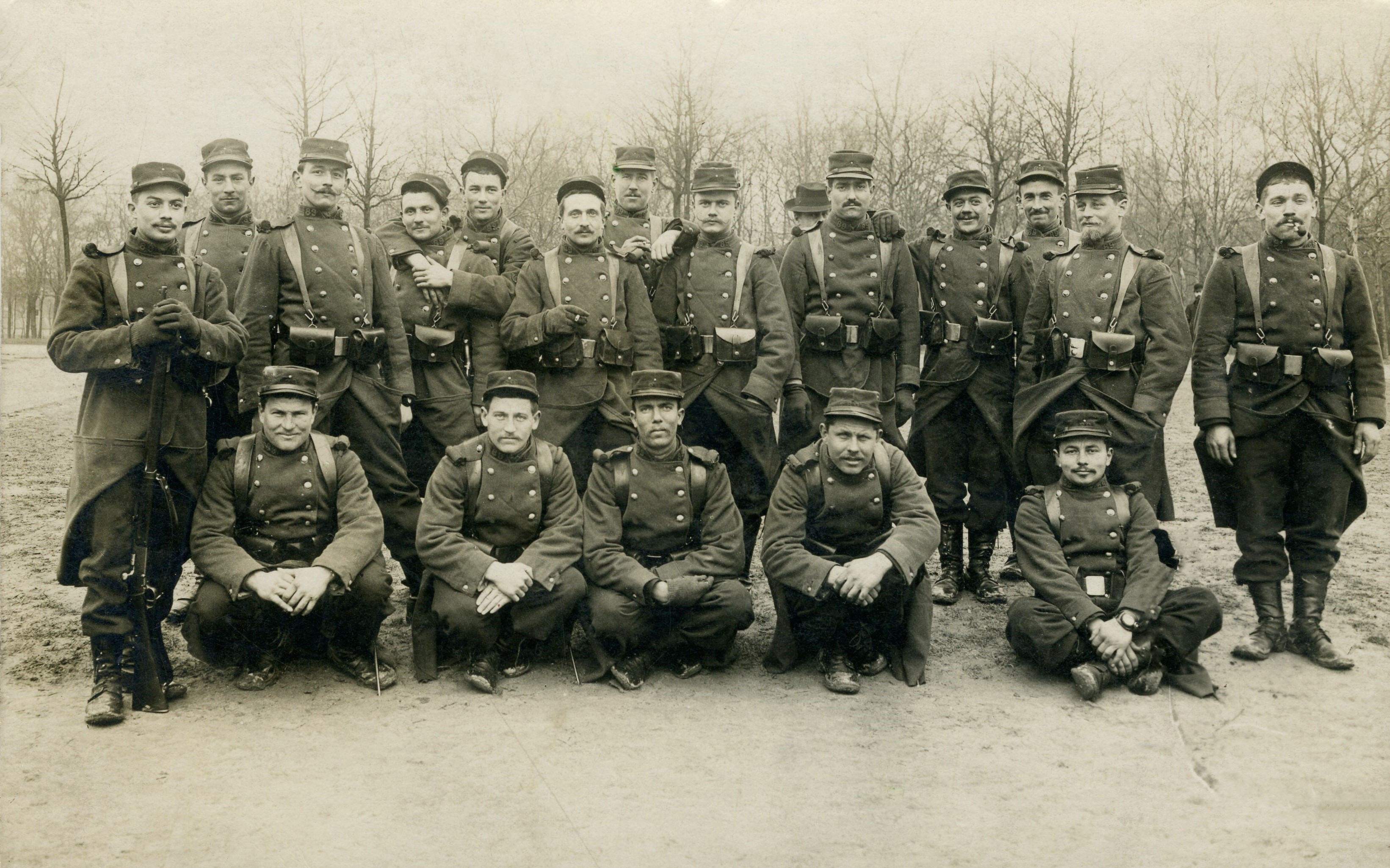
Appelés du 89e RI en 1908.
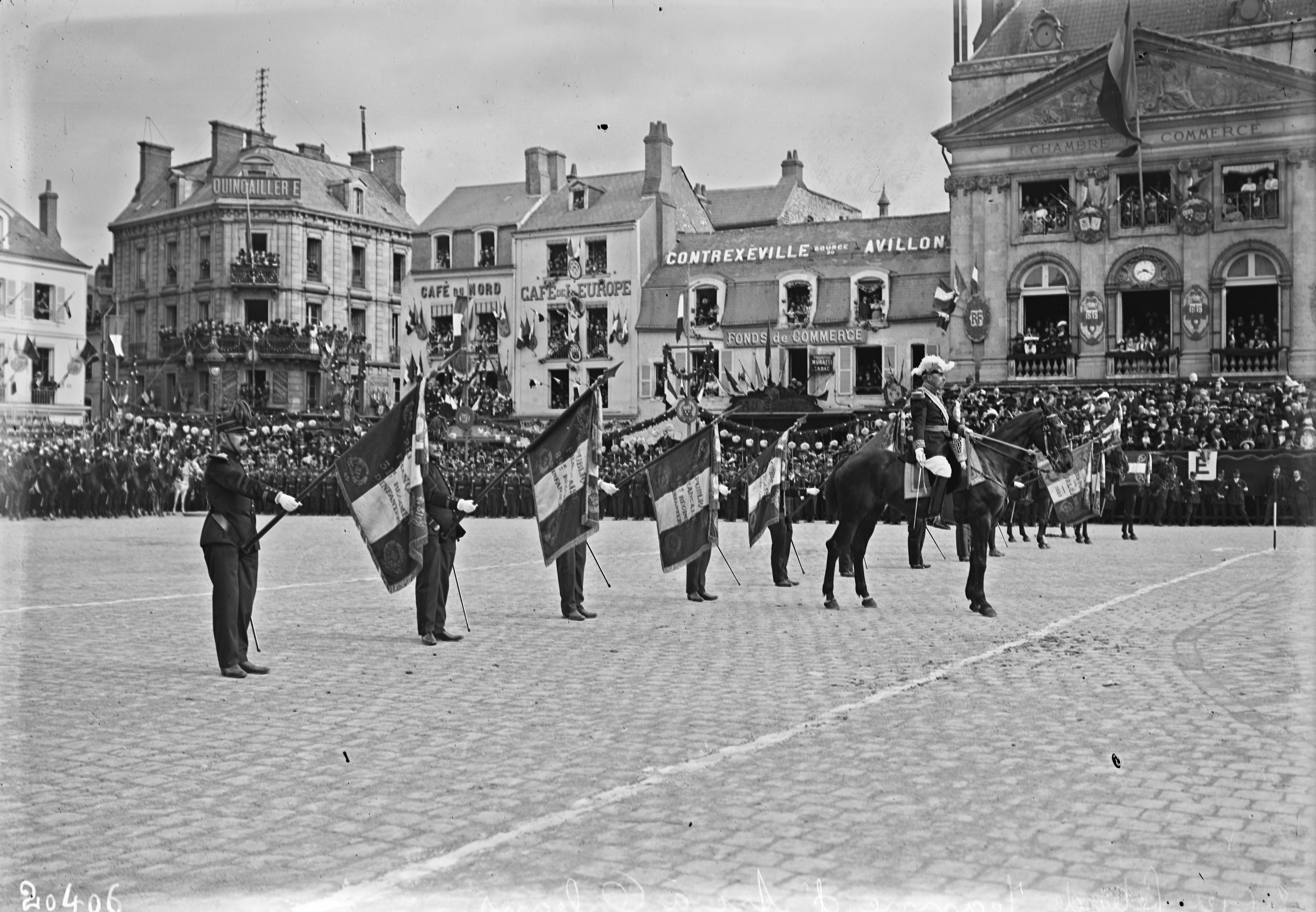
Les drapeaux des régiments du 5e corps d'armée place du Martroi à Orléans lors des fêtes johanniques, le 8 mai 1912. Le drapeau du 89e RI est le deuxième en partant de la gauche.

### Première Guerre mondiale
En 1914, le régiment est caserné à Paris, Vincennes, Sens. À la mobilisation, il donne naissance au 289e régiment d’infanterie.
Le 89e RI est rattaché à la 10e division d'infanterie d'août 1914 à novembre 1918, le régiment étant directement rattaché à l'infanterie divisionnaire à partir de la dissolution de la 19e brigade en août 1917.

### Entre-deux-guerres

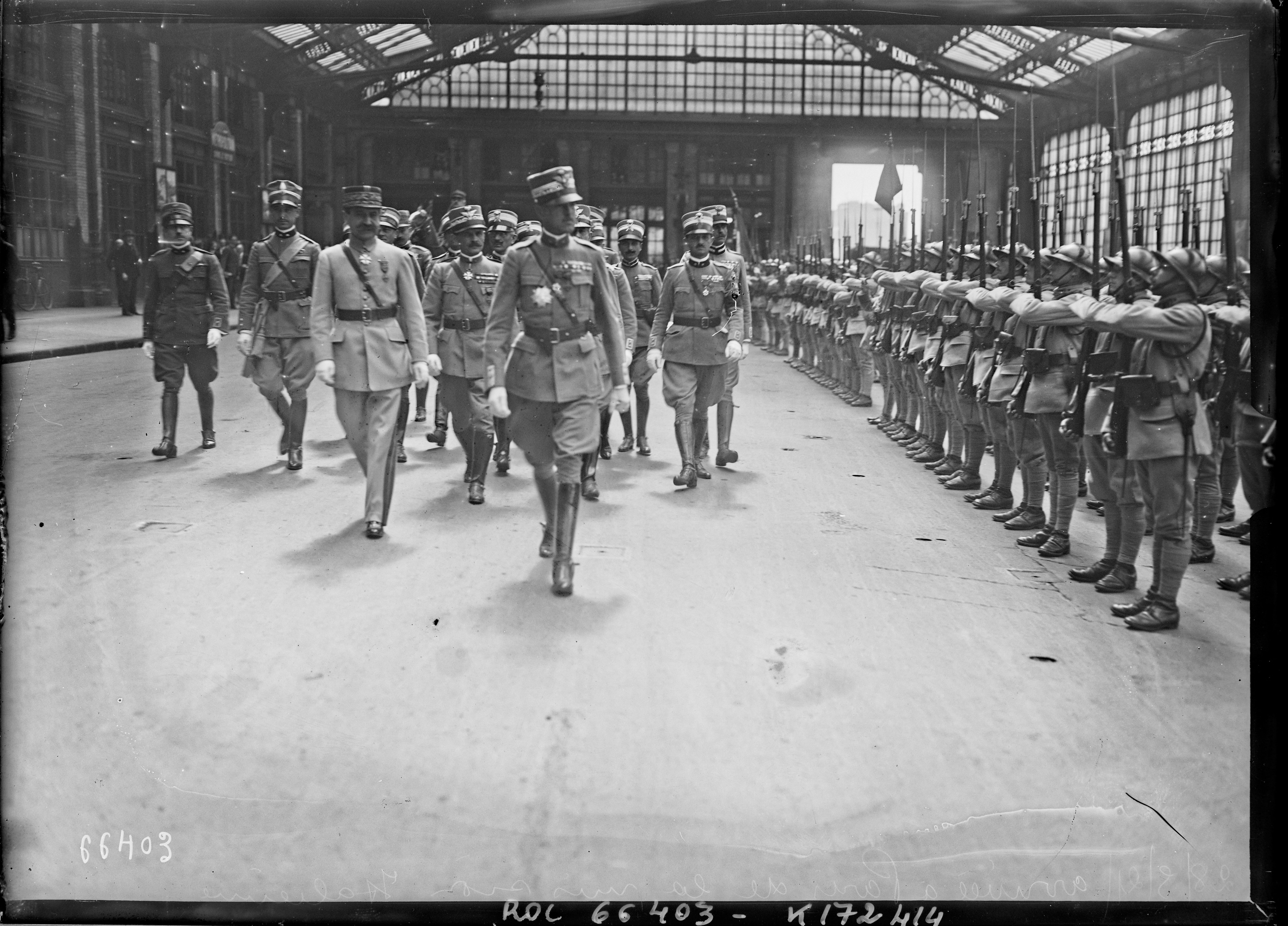
Le salue la mission italienne du général Albricci. Gare de Lyon à Paris, 28/5/1921.

Le régiment est dissous le 1er janvier 1924.

### Seconde Guerre mondiale
Le régiment est reformé le 7 septembre 1939 par le centre mobilisateur d'infanterie 83, comme régiment d'infanterie de réserve A type Nord-Est. Sous les ordres du Lieutenant-Colonel Baudelle, il appartient à la 16e division d'infanterie. La 16e division d'infanterie participe à la Bataille au sud d'Amiens en tenant le village de Saint Fuscien. La division pendant la bataille détruit plus de 136 panzers III et IV sur les 196 chars.[réf. nécessaire]

## Drapeau et décorations
Il porte, cousues en lettres d'or dans ses plis, les inscriptions suivantes :
- Valmy 1792
- Hondschoote 1793
- Hohenlinden 1800
- Caldiero 1805
- Lützen 1813
- Vauquois 1915
- La Somme 1916
- L'Aisne 1917-1918

Sa cravate est décorée de la Croix de guerre 1914-1918  avec deux citations à l'ordre de l'armée (deux palmes).
Il a le droit au port de la fourragère aux couleurs du ruban de la croix de guerre 1914-1918.

## Personnalités ayant servi au89eRI
- Aristide Bruant (1883-1917), fils du chansonnier Aristide Bruant, capitaine au régiment, tué à la bataille du Chemin des Dames. Son nom est inscrit au Panthéon parmi les 560 écrivains morts pour la France.
- Léon Comès (1889-1915)
- Jean-Baptiste Estève de Latour (à la 14e demi-brigade légère de deuxième formation)
- Augustin Pons (14e régiment d'infanterie légère) en tant qu'adjudant-major.
- Joseph Putz  (1895-1945), résistant français, Compagnon de la Libération.

## Sources et bibliographie
- À partir du Recueil d'historiques de l'infanterie française (général Andolenko - Eurimprim 1969)
- Beckman M. Under fransk fana! Royal Suédois - svenskt regemente i fransk tjänst 1690-1791. - Stockholm, 1995.
- Historique du 89e régiment d’infanterie de ligne consultable en ligne
- Jules-Marie-Joseph Blanchard, Historique du 89e régiment de ligne pendant la guerre de 1870
- Victor Belhomme, Histoire de l'infanterie en France, Paris, Henri Charles-Lavauzelle, 1902.